# Stevie Ray Vaughan
Stephen "Stevie" Ray Vaughan (Dallas, 3 de outubro de 1954 — East Troy, 27 de agosto de 1990) foi um guitarrista, cantor e compositor de blues norte-americano. Era o líder da Double Trouble. Nascido em Dallas City, Vaughan se mudou para Austin com 17 anos, quando iniciou sua carreira musical.
Foi uma importante figura do Texas blues, um estilo musical caracterizado pelo swing e pela fusão do blues com o rock. Tornou-se um dos principais músicos do blues rock, com diversas aparições na televisão e álbuns lançados. O trabalho de Vaughan englobou diversos estilos, principalmente o blues. Foi indicado a doze Grammys, vencendo seis; em 2000, foi postumamente induzido ao Hall da Fama do Blues. Muitos o consideram como um dos melhores guitarristas no estilo blues rock.
Morreu em 27 de agosto de 1990, em um acidente de helicóptero em East Troy que também pôs fim à vida de integrantes da equipe de Eric Clapton.

## Vida e Carreira
No início de sua carreira Vaughan fazia apresentações na banda de seu irmão Jimmie Vaughan, a princípio tocando o contra-baixo, apenas para ter a oportunidade de tocar em uma banda, que era seu desejo na época. Com a experiência adquirida, SRV assumiu a guitarra definitivamente e após tocar em uma série de bandas, Vaughan formou o conjunto de blues, Country e rock chamado Double Trouble com o baterista Chris Layton e o baixista Jackie Newhouse no final dos anos 70. Tommy Shannon substituiu Newhouse em 1981. No início conhecido apenas localmente, logo Vaughan atraiu a atenção de David Bowie e Jackson Browne, gravando em álbuns de ambos. O primeiro contato de Bowie com Vaughan havia sido no Montreux Jazz Festival. Bowie lançou Vaughan em seu álbum "Let's Dance" na canção com o mesmo nome e também na canção "China Girl".
O álbum de estreia do Stevie Ray Vaughan & Double Trouble foi lançado em 1983. O aclamado pela crítica, Texas Flood (produzido por John Hammond) lançou o sucesso top 20 "Pride and Joy" e vendeu bem tanto nos círculos de blues como de rock. Os álbuns seguintes, "Couldn't Stand the Weather" (1984) e "Soul to Soul" (1985), vivenciaram quase o mesmo sucesso dos discos anteriores. O vício em drogas e o alcoolismo levaram Vaughan a ter um colapso durante sua turnê em 1986. Passou por um processo de reabilitação na Geórgia um ano mais tarde. Após seu retorno, Vaughan gravou "In Step" (1989), outro disco aclamado pela crítica que ganhou um Grammy pela melhor gravação de blues rock.
Foi considerado o 12º melhor guitarrista do mundo pela revista norte-americana Rolling Stone.

## Morte
O retorno de Vaughan foi tragicamente interrompido quando, na manhã do dia 27 de agosto de 1990, morreu em um acidente de helicóptero próximo a East Troy, Wisconsin. SRV seguia para uma apresentação no Alpine Valley Music Theater, onde na tarde anterior se apresentara junto com Robert Cray, Buddy Guy, Eric Clapton e seu irmão mais velho Jimmie Vaughan. Quatro helicópteros estavam a disposição dos músicos, e Stevie encontrou um lugar vazio em um helicóptero com alguns membros da equipe de Clapton, e decidiu embarcar. Em consequência do céu extremamente nublado e da forte névoa, o helicóptero de Stevie virou para o lado errado e foi de encontro com uma pista artificial de ski. Não houve sobreviventes, e o blues rock perdera um dos seus maiores expoentes. Stevie Ray Vaughan está enterrado no Laurel Land Memorial Park, em Dallas, no Texas.

## Influências musicais e estilo
O estilo musical de Vaughan tocar blues e southern rock era fortemente influenciado por Albert King, que se auto-proclamou "padrinho" de Stevie, e por outros músicos de blues como Otis Rush e Buddy Guy. Stevie é reconhecido por seu som de guitarra característico, que em parte provinha do uso de cordas de guitarra espessas, pesadas, calibre .013 e também da afinação meio tom abaixo do normal em (Eb) mi bemol. O som e o estilo de Vaughan tocar, que freqüentemente mescla partes de guitarra solo com guitarra rítmica, também traz freqüentes comparações com Jimi Hendrix; Vaughan gravou várias canções de Hendrix em seus álbuns de estúdio e ao vivo, como "Little Wing", "Voodoo Child (Slight Return)" e "Third Stone from the Sun". Ele também era fortemente influenciado por Freddie King, outro grande músico texano, principalmente pelo timbre e ataque. O pesado vibrato de King pode ser claramente ouvido no estilo de Vaughan. Outra influência no estilo foi Albert Collins. Sua técnica da mão direita.
Em Texas Flood, grande sucesso e estilo marcante de SRV, notoriamente foi influenciado por Larry Davis (1958 original Texas Flood)

## Equipamentos

### Guitarras
Sua guitarra principal era uma Fender Stratocaster, que ele adquiriu em 74 e a apelidou de "Number One".Em 2003 ela foi desmontada por funcionarios da Custom Shop da Fender e foi confirmado que o braço era de dezembro de 62 e o corpo é um 63. Assim a Number One pode ser chamada corretamente de uma "63`strat". Os captadores são de 59, razão pela qual Steve se referia a ela como uma 59.

### Cordas e Palhetas
Ele sempre afinava meio tom abaixo. Suas palhetas eram Fender Mediums, tocadas de lado com borda arredondada.

### Amplificadores
Stevie usava uma combinação de amplificadores, todos ligados ao mesmo tempo
- Dois Fender Super Reverbs "Blackface"
- Cabeçote Dumble Steel String Singer de 150 Watts com caixas acústicas Dumble 4x12"
- Cabeçote Marshall Major de 200 Watts com caixas acústicas Dumble 4x12"
- Dois Fender Vibroverb "Blackface", Com um falante de 15", ligado a uma caixa acústica Fender Vibratone com falante interno rotativo do tipo "Leslie"

Todos os seus amplificadores tiveram seus falantes trocados por falantes Electro-Voice.

### Pedais
Ele sempre usou um Ibanez Tube Screamer, começando com o primeiro modelo 808, passando pelo modelo TS-9 e TS-10 Classic.
- wah-wahs Vintage Vox '60's
- Fuzz Face Vintage Dallas-Arbiter
- Tycobrahe Octavia '60's

## Discografia

### Discos
1. Texas Flood (1983)
2. Couldn't Stand the Weather (1984)
3. Soul to Soul (1985)
4. Live Alive (Ao vivo em 1986)
5. In Step (1989)
6. Family Style (Com seu irmão Jimmie Vaughan, como "The Vaughan Brothers", em 1990)
7. Last Farewell (Gravado durante a sua última turnê nos Estados Unidos (1990)

### Gravações com lançamentos póstumos
1. The Sky Is Crying (1991)
2. In the Beginning - 1992 ( gravado em 1980 )
3. Live At Carnegie Hall - 1997 ( gravado em 1984 )
4. Albert King With Stevie Ray Vaughan – In Session - 1999 ( gravado em 1983 )
5. Solos, Sessions & Encores (2007)

### Compilações
1. Greatest Hits (1995)
2. The Essential Stevie Ray Vaughan and Double Trouble (1995)
3. Crossfire - Salute to Stevie Ray Vaughan(1996)
4. The Real Deal: Greatest Hits Volume 2 (1999)
5. Blues at Sunrise (2000)
6. SRV (Caixa com gravações antigas, raridades, hits, material ao vivo) (2000)
7. Live At Montreux 1982&1985 (2001)
8. Martin Scorsese Presents The Blues - Stevie Ray Vaughan (2003)

### Bootlegs famosos
1. 1978 Unreleased Album  gravado em Nashville no Jack Clemont's Belmont Studio estreando Miss Lou Ann Barton
2. 1980-07-22 Kings Head Bay Inn, Norfolk, Virginia
3. 1981-10-14 Fitzgerald's, Houston, Texas
4. 1988-12-29 The Stone Pony, Asbury Park, Nova Jérsei